# 성박물관 (뉴욕)

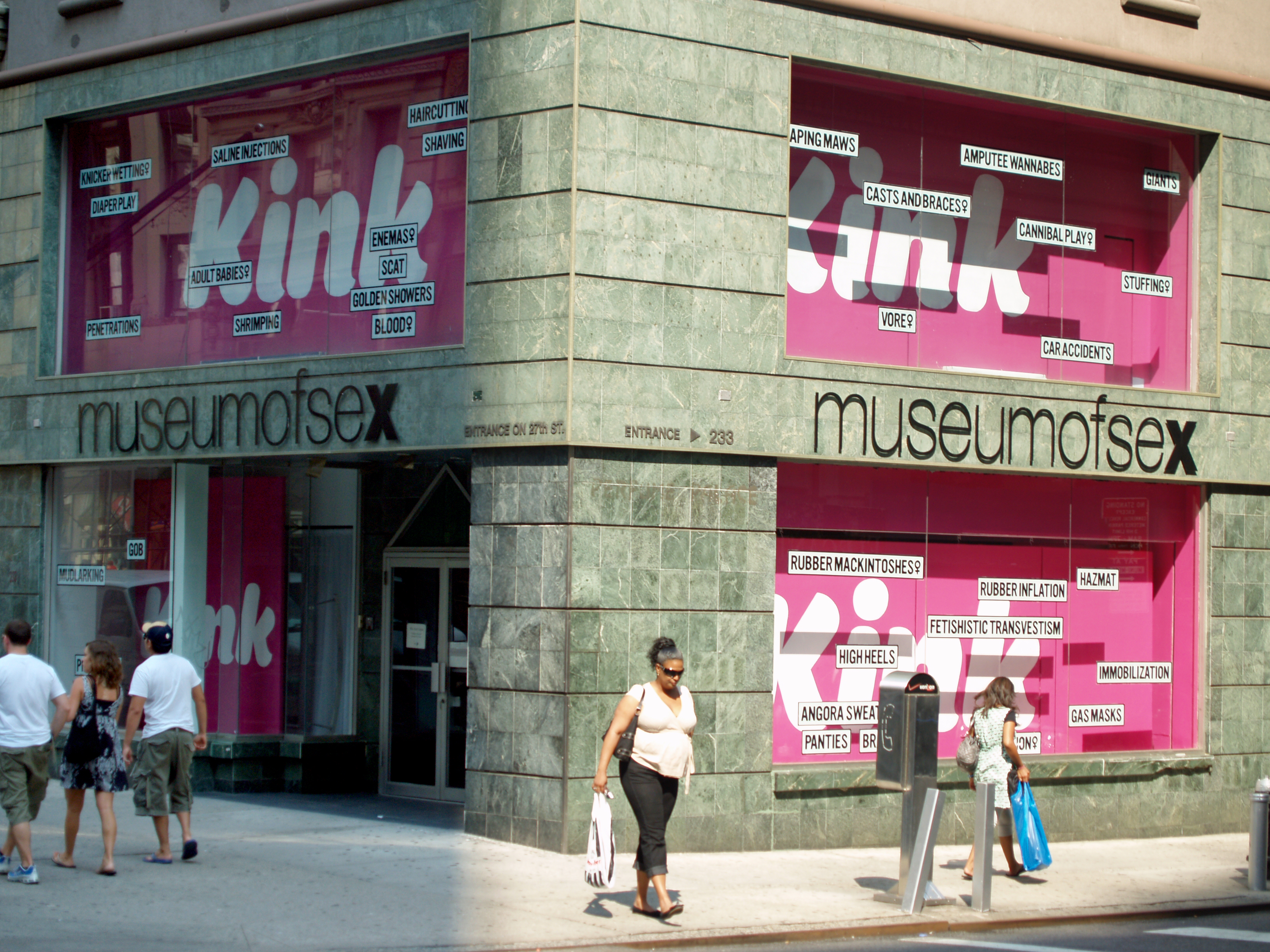
성박물관

성박물관(Museum of Sex, MoSex)은 미국 뉴욕 맨해튼에 위치한 성박물관이다. 15,000여점이 전시되어 있다. 1층은 기획전, 2층은 상설 전시관으로 운영되고 있다. 2002년 10월 5일 개관하였다. 18세 이상만 입장 가능하다.